# Tensorproduct
In de lineaire algebra is het tensorproduct een mechanisme om twee vectorruimten over hetzelfde scalairen-lichaam/veld te combineren tot een nieuwe vectorruimte. De nieuwe vectorruimte biedt op natuurlijke wijze een domein aan willekeurige bilineaire afbeeldingen die uitgaan van het cartesisch product van de twee vectorruimten.

## Voorbeeld
Het tensorproduct {\displaystyle M\otimes M} van de ruimte {\displaystyle M} van 1x2-matrices (kolomvectoren) met zichzelf wordt voortgebracht door de tensorproducten van de elementen. Het tensorproduct van twee elementen is het kronecker-product:
{\displaystyle {\begin{bmatrix}a\\b\\\end{bmatrix}}\otimes {\begin{bmatrix}c\\d\\\end{bmatrix}}={\begin{bmatrix}a{\begin{bmatrix}c\\d\\\end{bmatrix}}\\b{\begin{bmatrix}c\\d\\\end{bmatrix}}\\\end{bmatrix}}={\begin{bmatrix}ac\\ad\\bc\\bd\\\end{bmatrix}}}
Voor 2x2-matrices is dat:
{\displaystyle {\begin{bmatrix}a_{11}&a_{12}\\a_{21}&a_{22}\\\end{bmatrix}}\otimes {\begin{bmatrix}b_{11}&b_{12}\\b_{21}&b_{22}\\\end{bmatrix}}={\begin{bmatrix}a_{11}{\begin{bmatrix}b_{11}&b_{12}\\b_{21}&b_{22}\\\end{bmatrix}}&a_{12}{\begin{bmatrix}b_{11}&b_{12}\\b_{21}&b_{22}\\\end{bmatrix}}\\&\\a_{21}{\begin{bmatrix}b_{11}&b_{12}\\b_{21}&b_{22}\\\end{bmatrix}}&a_{22}{\begin{bmatrix}b_{11}&b_{12}\\b_{21}&b_{22}\\\end{bmatrix}}\\\end{bmatrix}}={\begin{bmatrix}a_{11}b_{11}&a_{11}b_{12}&a_{12}b_{11}&a_{12}b_{12}\\a_{11}b_{21}&a_{11}b_{22}&a_{12}b_{21}&a_{12}b_{22}\\a_{21}b_{11}&a_{21}b_{12}&a_{22}b_{11}&a_{22}b_{12}\\a_{21}b_{21}&a_{21}b_{22}&a_{22}b_{21}&a_{22}b_{22}\\\end{bmatrix}}}

## Definitie
Laat {\displaystyle V} en {\displaystyle W} twee vectorruimten over hetzelfde lichaam/veld {\displaystyle K} zijn en {\displaystyle E=\{e_{a}|a=1,2,\ldots \}} en {\displaystyle F=\{f_{b}|b=1,2,\ldots \}} respectievelijk bases van deze ruimten. De vectorruimte {\displaystyle U} over {\displaystyle K} heet het tensorproduct van {\displaystyle V} en {\displaystyle W}, genoteerd
{\displaystyle V\otimes W},
of uitdrukkelijker 
{\displaystyle V\otimes _{K}W},
als er in {\displaystyle U} een basis is die eenduidig geïdentificeerd kan worden met het cartesisch product {\displaystyle E\times F} van beide bases. Het element dat overeenkomt met {\displaystyle (e_{a},f_{b})} wordt formeel genoteerd als
{\displaystyle e_{a}\otimes f_{b}}
en heet tensorproduct van de beide basisvectoren. Deze tensorproducten vormen een nieuw soort elementen, die op formele wijze een combinatie zijn van de basisvectoren. 
Het is nu mogelijk ook voor twee vectoren hun tensorproduct te definiëren. Voor de vectoren
{\displaystyle v=v^{1}e_{1}+v^{2}e_{2}+\ldots \in V} en {\displaystyle w=w^{1}f_{1}+w^{2}f_{2}+\ldots \in W}
is hun tensorproduct gedefinieerd door:
{\displaystyle v\otimes w=\sum _{ab}v^{a}w^{b}\ e_{a}\otimes f_{b}}.
NB. De notatie met bovenindices voor de coördinaten is in de tensorrekening gebruikelijk, zie covariant en contravariant. 
De elementen van de vorm {\displaystyle v\otimes w} brengen de vectorruimte {\displaystyle V\otimes W} voort.

## Dimensie
Voor eindigdimensionale vectorruimten geldt:
{\displaystyle \dim V\otimes W=\dim V\cdot \dim W}
Dit in tegenstelling tot het cartesisch product van vectorruimten, waarvoor geldt: 
{\displaystyle \dim V\times W=\dim V+\dim W}.

## Toepassingen
In de natuurkunde, en dan vooral in de analytische mechanica en de relativiteitstheorie, wordt veelvuldig gebruikgemaakt van tensoren. Het daar gehanteerde tensorbegrip komt overeen met het hierboven geschetste begrip, toegepast op een eindig aantal exemplaren van de raakbundel {\displaystyle TM} (en zijn duaal, de co-rakende bundel {\displaystyle T^{*}M}) van een riemann-variëteit {\displaystyle M}. In die context is een tensor van rang {\displaystyle n} een sectie van het tensorproduct van {\displaystyle n} dergelijke bundels. De coördinaten van een dergelijke sectie worden gegeven door een stel van 
{\displaystyle \dim M=\dim TM=\dim T^{*}M^{n}}
functies die aan bepaalde transformatiewetten voldoen bij overgang naar een ander stel basisvectoren. Het onderscheid tussen "covariant" en "contravariant" slaat dan op het onderscheid tussen de rakende bundel en de co-rakende bundel.

## Generalisatie
Er bestaat een generalisatie van het tensorproduct tot willekeurige modulen over een commutatieve ring {\displaystyle R}.
Het universeel object dat canoniek alle {\displaystyle n}-voudige tensorproducten van een vectorruimte {\displaystyle V} met zichzelf omvat voor 
{\displaystyle n=0,1,2,\ldots },
noemt men de tensoralgebra over {\displaystyle V}.